# Arevalillo de Cega
Arevalillo de Cega – gmina w Hiszpanii, w prowincji Segowia, w Kastylii i León, o powierzchni 11,59 km². W 2011 roku gmina liczyła 36 mieszkańców.